# Марланд (Оклахома)
Марланд (енгл. Marland) град је у америчкој савезној држави Оклахома.

## Демографија
По попису из 2010. године број становника је 225, што је 55 (-19,6%) становника мање него 2000. године.
| Група             | 2000.       | 2010.       |
| Белци             | 137 (48,9%) | 108 (48,0%) |
| Афроамериканци    | 0 (0,0%)    | 1 (0,4%)    |
| Азијати           | 0 (0,0%)    | 0 (0,0%)    |
| Хиспаноамериканци | 28 (10,0%)  | 14 (6,2%)   |
| Укупно            | 280         | 225         |